# Aérodrome de Lutselk'e
L'aérodrome de Lutselk'e (code IATA : YSG • code OACI : CYLK) est situé à 2 km au nord-est de Lutselk'e Territoires du Nord-Ouest, Canada. Le caribou peut être trouvé sur la piste et rend  difficile l'utilisation de l'aérodrome la nuit.

## Compagnies aériennes et destinations
| Compagnies | Destinations |
| ---------- | ------------ |
| Air Tindi  | Yellowknife  |